# Nolčovo
Nolčovo – wieś (obec) na Słowacji w kraju żylińskim, w powiecie Martin. Położona jest w Kotlinie Turczańskiej u podnóży Wielkiej Fatry, nad lewą odnogą Wagu wypływającą spo0d zapory wodnej w Krpeľanach. Pierwsze wzmianki o miejscowości pochodzą z roku 1571.
Według danych z dnia 31 grudnia 2010, wieś zamieszkiwały 233 osoby, w tym 117 kobiet i 116 mężczyzn.
W 2001 roku rozkład populacji względem narodowości i przynależności etnicznej wyglądał następująco:
- Słowacy – 98,52%
- Węgrzy – 0,37%